# Vetil
Vetil (finska: Veteli)  är en kommun i landskapet Mellersta Österbotten. Vetil har 3 004 invånare och har en yta på 520,91 km².
Grannkommuner är Evijärvi, Halso, Kaustby, Kronoby, Lappajärvi, Perho och Vindala.
Vetil är enspråkigt finskt.

## Geografi
Några byar och bydelar i kommunen är Dunkars, Röringe och Övervetil. Här finns också forsen Ryssforsen.

## Politik

### Mandatfördelning i Vetil kommun, valen 1976–2021
| 2 | 1 | 16 | 2 |

| 3 | 2 | 14 | 2 |

| 4 | 4 | 17 | 2 |

| 3 | 6 | 16 |  |  |

| 2 | 7 | 15 |  | 2 |

| 2 | 7 | 15 |  | 2 |

| 2 | 5 | 14 |

| 2 | 5 | 13 | 1 |

| 15 | 6 |

| 1 | 7 | 12 | 1 |

| 15 | 6 |

| 1 | 3 | 6 | 10 | 1 |

| 14 | 7 |

| 1 | 2 | 4 | 13 | 1 |

| 16 | 5 |

| 1 | 6 | 12 | 1 | 1 |

| 17 | 4 |

## Befolkningsutveckling
| Befolkningsutvecklingen i Vetils kommun 1975–2020                                                            | Befolkningsutvecklingen i Vetils kommun 1975–2020 | Befolkningsutvecklingen i Vetils kommun 1975–2020 | Befolkningsutvecklingen i Vetils kommun 1975–2020 | Befolkningsutvecklingen i Vetils kommun 1975–2020 |
| --- | ------------------------------------------------- | ------------------------------------------------- | ------------------------------------------------- | ------------------------------------------------- |
| |                                                   |                                                   |                                                   |                                                   |
| År |                                                   |                                                   | Folkmängd                                         |                                                   |
| 1975 | 1975                                              |                                                   | 3 677                                             |                                                   |
| 1980 | 1980                                              |                                                   | 3 880                                             |                                                   |
| 1985 | 1985                                              |                                                   | 4 040                                             |                                                   |
| 1990 | 1990                                              |                                                   | 4 074                                             |                                                   |
| 1995 | 1995                                              |                                                   | 4 046                                             |                                                   |
| 2000 | 2000                                              |                                                   | 3 811                                             |                                                   |
| 2005 | 2005                                              |                                                   | 3 593                                             |                                                   |
| 2010 | 2010                                              |                                                   | 3 466                                             |                                                   |
| 2015 | 2015                                              |                                                   | 3 302                                             |                                                   |
| 2020 | 2020                                              |                                                   | 3 065                                             |                                                   |
| Anm: Uppgifterna avser förhållandena den 31 december nämnda år enligt områdesindelningen den 1 januari 2022. |                                                   |                                                   |                                                   |                                                   |